# Sarai (cidade)
Sarai Batu (Velha Sarai, Sarai-al-Maqrus, também transcrita como Saraj ou Saray) foi a cidade capital da Horda de Ouro, situada no canal Akhtuba
do baixo Volga, numa área próxima à vila (selo) Selitryannoye no Distrito Kharabalinsky, Oblast de Astracã, aproximadamente 120 km a norte da atual cidade de Astracã.
Há de se ressaltar que o termo Sarai significa palácio em idiomas como o farsi, o turco, árabe e o tártaro.
Credita-se a Batu Cã, logo depois de voltar de sua campanha contra a Europa, à construção da cidade nos anos 1240. No período entre 1261 a 1454 os bispos de Krutitsy moraram em Sarai.
A existência de Sarai Berke (Nova Sarai, Sarai al-Jadid) é incerta. Caso tenha existido, a localização mais provável foi o sítio arqueológico Tsarev no canal Akhtuba, a 55 km a sul de Volgogrado.
Uma ou ambas as cidades foram destruídas várias vezes. Por volta de 1395 Sarai (Berke?) foi destruída por Tamerlão, em plena guerra contra a Horda de Ouro; Meñli I Giray do Canato da Crimeia destruiu Sarai (Berke?) em 1502. A destruição final ocorreu após 1556 com a conquista do Canato de Astracã por Ivan IV, o Terrível.
Em 1623-24, o mercador Fedot Afanasyevich Kotov viajou até a Pérsia. Ele trouxe uma descrição sobre o baixo Volga: "Aqui no rio Akhtuba repousa a Horda de Ouro. A corte do cã, os palácios, e cortes, e as mesquitas são todas feitas de pedra. Porém agora todas estas construções estão sendo desmanteladas e a pedra está sendo tomada de Astracã". Mais provavelmente é uma descrição de Sarai Berke.

## Pequena Sarai
Sarai Juk (Sarai pequena) era uma cidade às margens do rio Ural. Muitas vezes é confundido com os outros Sarais em relatos históricos e modernos. Esta cidade foi a principal cidade da Horda Nogai, uma das sucessoras da Horda de Ouro. Embora saqueado pelos cossacos dos Urais em 1580, mais tarde foi usado como quartel-general por alguns cãs cazaques.

## Antiga Sarai
"Antiga Sarai", ou "Sarai Batu" ou "Sarai-al-Maqrus" (al-Maqrus significa "o abençoado" em árabe) foi estabelecido pelo governante mongol Batu Khan em meados da década de 1240, em um local a leste do rio Akhtuba, próximo à moderna vila de Selitrennoye.
Este local estava provavelmente localizado no rio Akhtuba, um canal do baixo rio Volga, perto da vila contemporânea de Selitrennoye no distrito de Kharabali, Oblast de Astrakhan, Rússia, cerca de 120 km ao norte de Astrakhan.
Sarai era a residência de Batu e seu sucessor, Berke. Sob eles Sarai foi a capital de um grande império. Os vários príncipes de Rus vieram a Sarai para jurar fidelidade ao Khan e receber sua patente de autoridade (yarlyk).

## Nova Sarai
Acredita-se que a "Nova Sarai" ou "Sarai Berke" (chamado de Sarai-al-Jadid nas moedas) tenha estado no que agora é Kolobovka (anteriormente Tsarev), um sítio arqueológico também no canal de Akhtuba, 55 km a leste- a sudeste de Volzhsky e cerca de 180 km a noroeste da Velha Sarai; ou possivelmente no local de Saqsin (que pode ter ficado no local da capital Khazar, Atil). Os bispos de Krutitsy residiram em Tsarev de 1261 a 1454. Ela provavelmente sucedeu a Sarai Batu como capital da Horda de Ouro em meados do século XIV.
Sarai foi descrita pelo famoso viajante Ibne Battuta como "uma das cidades mais bonitas ... cheia de gente, com belos bazares e ruas largas", e com 13 mesquitas congregacionais junto com "muitas mesquitas menores". Outra fonte contemporânea a descreve como "uma grande cidade que acomoda mercados, banhos e instituições religiosas". Um astrolábio foi descoberto durante escavações no local e a cidade foi o lar de muitos poetas, a maioria dos quais são conhecidos apenas pelo nome.
Ambas as cidades foram saqueadas várias vezes. Timur saqueou Nova Sarai por volta de 1395, e Meñli I Giray do Canato da Criméia saqueou Nova Sarai por volta de 1502. As forças de Ivan IV da Rússia finalmente destruíram Sarai após conquistar o Canato de Astrakhan em 1556.

Em 1623-1624, um comerciante russo, Fedot Kotov, viajou para a Pérsia através do baixo Volga. Ele descreveu o site de Sarai: 
Aqui perto do rio Akhtuba está a Horda de Ouro. A corte, os palácios, as cortes e as mesquitas do cã são todos feitos de pedra. Mas agora todos esses edifícios estão sendo desmontados e a pedra está sendo levada para Astrakhan. 
Como a Antiga Sarai fica a 120 km de Astrakhan e a Nova Sarai a 300 km, é difícil decidir a qual dessas duas cidades essa descrição se aplica.
Após a destruição da Nova Sarai, a Rússia estabeleceu a cidade-fortaleza de Tsaritsyn (mais tarde Stalingrado, agora Volgogrado) para controlar a área.